# غريغ جونسون (مصمم)
غريغ جونسون (بالإنجليزية: Greg Johnson)‏ هو مصمم أمريكي، ولد في 1960 في باسيك في الولايات المتحدة.

## وصلات خارجية
- غريغ جونسون على موقع IMDb (الإنجليزية)